# Yiruma
Yiruma, pseudonimo di Lee Ru-ma (이루마?, I Ru-maLR; Seul, 15 febbraio 1978), è un pianista e compositore sudcoreano.

## Biografia
Yiruma è nato e cresciuto in Corea del Sud, ma ha studiato ed è stato educato in Inghilterra. Ha iniziato a studiare pianoforte all'età di 5 anni. Nel 1988 si è trasferito in Inghilterra, e nel dicembre 1996 ha partecipato all'album  The Musicians of Purcell della Decca Records. Si è diplomato alla Purcell School di Londra nel luglio 1997, e in seguito al King's College dell'Università di Londra nel giugno 2000.
Benché precedentemente avesse due cittadinanze, inglese e sudcoreana, nel luglio 2006 ha rinunciato a quella inglese per entrare nella marina militare sudcoreana, dato che doveva iniziare il servizio militare obbligatorio per tutti gli uomini.
Yiruma  è conosciuto in tutto il mondo e i suoi album di musica strumentale sono venduti in Asia, Europa e parte degli Stati Uniti. Alcuni dei suoi pezzi più famosi sono Kiss the Rain, Maybe e River Flows in You del suo album First Love.
È sposato con Son Hye-im.

## Discografia

### Album in studio
- 2001 – Love Scene
- 2001 – First Love
- 2003 – From the Yellow Room
- 2004 – Nocturnal Lights...They Scatter
- 2005 – Destiny of Love
- 2005 – Yiruma: Live at HOAM Art Hall
- 2005 – Poemusic
- 2006 – H.I.S. Monologue
- 2008 – P.N.O.N.I.
- 2012 – Stay in Memory
- 2013 – Blind Film
- 2014 – Atmosfera - Yiruma Special Album
- 2015 – Piano
- 2017 – Frame

### Live album
- 2005 – Yiruma: Live at HOAM Art Hall

### Collaborazioni
- 2003 – Intorno All'idol Mio di Antonio Cesti (con Cassandra Steen)
- 2006 – Ave Maria di Franz Schubert (con Tarja Turunen)
- 2012 – Halo (con Hyolyn)
- 2013 – I Hate It (con Baek Ji-young)
- 2013 – One Spring Day (con 2AM)
- 2013 – Selene 6.23 (con Shinee)
- 2013 – Higher (con Ailee)
- 2013 – Play That Song (con G.O e 2Face)
- 2014 – Winter Night (con Kim Woo-joo)
- 2015 – River Flows In You (con Henry Lau)
- 2018 – Midnight (con Bae Suzy)

### Colonne sonore
- 2002 – Oasis and Yiruma, per Oasis di Lee Chang-dong
- 2002 – Doggy Poo OST, per Doggy Poo di Kwon Oh-Sung

### Compilation
- 2004 – Piano Museum
- 2009 – Missing You
- 2011 – The Best - Reminiscent 10Th Anniversary